# Le Barcarès
Le Barcarès – miejscowość i gmina we Francji, w regionie Oksytania, w departamencie Pireneje Wschodnie. Pomiędzy Torreilles i Le Barcarès rzeka Agly uchodzi do Morza Śródziemnego. 
Według danych na rok 1990 gminę zamieszkiwały 2422 osoby, a gęstość zaludnienia wynosiła 208 osób/km² (wśród 1545 gmin Langwedocji-Roussillon Barcarès plasuje się na 155. miejscu pod względem liczby ludności, natomiast pod względem powierzchni na miejscu 667.).

## Populacja

Populacja Le Barcarès w latach 1962-2008

## Zabytki
Zabytki w Le Barcarès posiadające status monument historique:
- chata rybacka Coudalère (Cabane de pêcheur de Coudalère)